# Арыстан-Баб
Арыста́н-Баб или Арсла́н-Баб (чагат. آرسلان باب‎, каз. Арыстанбаб, кирг. Арстанбап, узб. Arslonbob) — среднеазиатский святой. По одной из легенд, потомок имама Мухаммада ибн аль-Ханафии, родной дядя и первый учитель Ходжи Ахмеда Ясави. Согласно другой легенде, долгожитель, сподвижник пророка Мухаммеда, выполнивший указание (аманат) пророка в отношении Ясави. Мавзолей расположен 60 км от Туркестана и является местом паломничества.

## Эволюция образа
Учёные считают, что Арыстан-Баб — это полулегендарная фигура среднеазиатской мифологии. Изначальный его культ был связан с водными источниками и силами природы. В своём последующем развитии он прошёл четыре этапа.

### Первый этап
Сперва образ пережил влияние кахтанитского (южно-аравийского) предания. В получившейся версии мифа Арыстан-Баб являлся соплеменником пророка Худа, был огромного роста и прожил 340 лет. Знал основы 33 религий и в итоге предпочёл ислам.

### Второй этап
Период влияния шиитской секты кайсанитов сделал Арыстан-Баба потомком имама Мухаммада ибн аль-Ханафии (636—701), сына имама Али, и наделил титулом «баб» (что означает человека, обладающего необычайным знанием). Например, этой версии придерживается Муса Сайрами, автор трактата «История владетелей Кашгарии» и прямой потомок Арыстан-Баба. Согласно составленной им генеалогии, святой одновременно является родным дядей своего ученика Ходжи Ахмеда Ясави.

### Третий этап
Самаркандский богослов Наджмуддин ан-Насафи (1067—1142) сообщает, что в XI веке в Фарабе проживал сподвижник пророка по имени Йахйа ибн Настур ар-Руми. Ему было более 340 лет, он передавал 14 хадисов непосредственно от Мухаммеда. В соответствии с распространённой легендой, Арыстан-Баб получил лично из рук пророка рубище и один финик с указанием (аманатом) передать их Ходже Ахмеду, сыну шайха Ибрахима, который должен родиться в Сайраме.

### Четвёртый этап
На последнем этапе Арыстан-Баб становится наставником Ходжи Ахмеда Ясави (1103—1166), основателя влиятельного суфийского тариката Ясавия. По одной из версий, святой являлся старшим из шейхов города Ясы и стал первым учителем для юного Ахмеда, впоследствии продолжившего своё образование у Юсуфа Хамадани в Бухаре.

## Память
Похоронен в одноимённом мавзолее в городе Отраре (ныне село Шаульдер Туркестанской области Казахстана). Посещение мавзолея и проведение ночи у могилы Арыстан-Баба — один из основных этапов в совершении паломничества (зиярата) к мавзолею Ахмеда Ясави в городе Туркестан. Известны ещё два святых места с его именем: одно в Базар-Коргонском районе Джалал-Абадской области Кыргызстана (в 2003 году там обнаружен документ-генеалогия, выданный прямым потомкам Арыстан-Баба), а другое — в низовьях Сырдарьи.

## Легенда
По мифологии, Арыстан баб являлся единомышленником пророка Мухаммеда. Изначально Арыстан баб являлся батыром, который также увлекался садовым делом. Благодаря знаниям по садоводству Арыстан баб научил пророка Мухаммада разводить сады. И в один день пророк Мухаммад и его единомышленники сидели и ели хурму. Один из плодов все время выпадал из блюда, и пророк Мухаммад услышал пророчество: «Эта хурма предназначена для мусульманина Ахмеда, который родится на 400 лет позже Вас». В тот же момент пророк Мухаммад задал вопрос своим единомышленникам, кто передаст эту хурму будущему хозяину. Никто не вызвался. Пророк Мухаммад снова повторил свой вопрос, и тогда Арыстан баб ответил: «Если Вы у Аллаха выпросите 400 лет жизни, то я передам хурму».